# Bernard Barmasai
Bernard Barmasai (Keiyo, 6 maggio 1974) è un siepista, mezzofondista e maratoneta keniota.
Balzò alle cronache anche per l'ammissione, alla fine del meeting di Zurigo del 1999, di essersi accordato durante la gara con il connazionale Christopher Koskei perché gli lasciasse vincere la gara per continuare a puntare al premio della Golden League.

## Progressione

### 3000 metri siepi
| Stagione | Tempo   | Luogo   | Data       | Rank. Mond. |
| -------- | ------- | ------- | ---------- | ----------- |
| 2002     | 8'16"69 | Losanna | 2-7-2002   | 17º         |
| 2001     | 8'05"00 | Zurigo  | 17-08-2001 | 6º          |
| 2000     | 8'02"76 | Monaco  | 18-8-2000  | 1º          |
| 1999     | 7'58"98 | Monaco  | 4-8-1999   | 1º          |
| 1998     | 8'00"67 | Monaco  | 8-8-1998   | 1º          |
| 1997     | 7'55"72 | Colonia | 24-8-1997  | 1º          |
| 1996     | 8'10"84 | Nizza   | 10-7-1996  | 7º          |
| 1995     | 8'08"56 | Monaco  | 9-9-1995   | 8º          |
| 1994     | 8'14"18 | Monaco  | 2-8-1994   | 9º          |

## Palmarès
| Anno | Manifestazione          | Sede         | Evento       | Risultato | Prestazione | Note                  |
| ---- | ----------------------- | ------------ | ------------ | --------- | ----------- | --------------------- |
| 1995 | Giochi panafricani      | Harare       | 3000 m siepi | Oro       | 8'27"15     |                       |
| 1997 | Mondiali di cross       | Torino       | Corsa lunga  | 6º        | 35'35"      |                       |
| 1997 | Mondiali di cross       | Torino       | A squadre    | Oro       | 51 p.       |                       |
| 1997 | Mondiali                | Atene        | 3000 m siepi | Bronzo    | 8'06"04     |                       |
| 1998 | Campionati africani     | Dakar        | 3000 m siepi | Oro       | 8'11"74     | Record dei campionati |
| 1998 | Giochi del Commonwealth | Kuala Lumpur | 3000 m siepi | Argento   | 8'15"37     |                       |
| 1999 | Mondiali                | Siviglia     | 3000 m siepi | 5º        | 8'13"51     |                       |
| 2000 | Giochi olimpici         | Sydney       | 3000 m siepi | 4º        | 8'22"23     |                       |
| 2001 | Mondiali                | Edmonton     | 3000 m siepi | Bronzo    | 8'16"59     |                       |

## Campionati nazionali
1996
- 7º ai campionati kenioti, 3000 m siepi - 8'25"50

1997
- 4º ai campionati kenioti, 3000 m siepi - 8'14"50

1998
- Oro ai campionati kenioti, 3000 m siepi - 8'22"07

1999
- Oro ai campionati kenioti, 3000 m siepi - 8'14"0 m

2000
- Argento ai campionati kenioti, 3000 m siepi - 8'18"0 m

2001
- Oro ai campionati kenioti, 3000 m siepi - 8'16"0 (m

2002
- 7º ai campionati kenioti, 3000 m siepi - 8'24"27

## Altre competizioni internazionali
1995
- 5º alla Grand Prix Final ( Monaco), 3000 m siepi - 8'08"56

1997
- Bronzo alla Grand Prix Final ( Fukuoka), 3000 m siepi - 8'22"48
- Oro alla BOclassic ( Bolzano), 10 km - 28'08"
- Argento al Giro Media Blenio ( Dongio) - 28'33"
- Oro all'Eurocross ( Diekirch) - 30'41"
- Oro al Cross Auchan ( Tourcoing) - 27'58"
- Argento all'Amendoeiras em Flor ( Albufeira) - 29'03"

1998
- Oro ai Goodwill Games ( New York), 3000 m siepi - 8'14"26
- Argento in Coppa del mondo ( Johannesburg), 3000 m siepi - 8'31"85
- Oro al Campaccio ( San Giorgio su Legnano) - 35'37"
- 7º all'Amendoeiras em Flor ( Albufeira) - 30'27"

1999
- Oro alla Grand Prix Final ( Monaco di Baviera), 3000 m siepi - 8'06"92
- Argento alla Ratinger Silvesterlauf ( Ratingen) - 28'59"
- Argento al Campaccio ( San Giorgio su Legnano) - 34'51"
- Bronzo al Nairobi International Crosscountry ( Nairobi) - 36'47"
- Oro al Cross Auchan ( Tourcoing) - 27'51"
- 4º all'Amendoeiras em Flor ( Albufeira) - 29'39"

2001
- Argento all'Amendoeiras em Flor ( Albufeira) - 29'35"

2003
- 4º al Memorial Peppe Greco ( Scicli) - 29'01"
- 6º al KAAA Weekend Crosscountry Meeting ( Eldoret) - 38'38"
- 4º al Cross Auchan ( Tourcoing) - 30'08"
- 5º all'Amendoeiras em Flor ( Albufeira) - 30'28"

2004
- 15º alla Maratona di Rotterdam ( Rotterdam) - 2h14'49"
- 6º alla Mezza maratona di Parigi ( Parigi) - 1h02'05"
- Argento alla Dam tot Dam ( Zaandam), 10 miglia - 45'58"

2005
- 4º alla Maratona di Amsterdam ( Amsterdam) - 2h10'52"
- 11º alla Dam tot Dam ( Zaandam), 10 miglia - 48'20"

2006
- Bronzo alla Maratona di Parigi ( Parigi) - 2'08"52
- Argento alla Maratona di Amsterdam ( Amsterdam) - 2h08'54"
- Argento alla Greifenseelauf ( Uster) - 1h04'03"

2007
- Oro alla Klagenfurt Half Marathon ( Klagenfurt) - 1h03'09"

2008
- 15º alla Maratona di Amburgo ( Amburgo) - 2h13'12"
- Bronzo alla Great Scottish Run ( Glasgow) - 1h03'07"